# Рагимов, Рагим Джафар оглы
Рагим Джафар оглы Рагимов (азерб. Rəhim Cəfər oğlu Rəhimov; 15 марта 1920 — 2004) — советский военнослужащий, участник Великой Отечественной войны, полный кавалер ордена Славы, гвардии старший сержант.

## Биография
Рагим Джафар оглу Рагимов родился 15 марта 1920 года в селе Тезекенд. В Красную Армию был призван в 1940 году. В действующей армии с декабря 1941 года. Сражался на Крымском фронте, где был впервые ранен 16 мая 1942 года. После поражения группировки советских войск в Крыму в июне 1942 года Рагим Рагимов сражался на Кавказе. В боях под Моздоком 26 декабря был ранен вторично. После излечения в госпитале вернулся в строй. Сражался в составе 167-го гвардейского стрелкового полка 1-й гвардейской стрелковой дивизии 1-го Прибалтийского фронта. В зимний период 1943—1944 годов, когда дивизия вела тяжёлые бои на Витебском направлении гвардии старший сержант Рагимов был помощником командира стрелкового взвода. В этом качестве 5 февраля 1944 года Рагим Рагимов отличился в боях у села Ольховники Витебского района. Был ранен в бою и, несмотря на полученное ранение, продолжил выполнять свои обязанности до завершения боя. За проявленные самоотверженность и доблесть был награждён орденом Славы 3-й степени. После излечения в госпитале был переведён на должность командира стрелкового отделения 1-го стрелкового батальона 252-го гвардейского стрелкового полка 83-й гвардейской стрелковой дивизии. Здесь за полученные три ранения гвардии старший сержант Рагимов был награждён медалью «За отвагу». Весной 1944 года, освоивший к этому времени воинскую специальность миномётчика, Рагим Рагимов был назначен на должность командира миномётного расчёта в своём полку. В июне 1944 года войска 3-го Белорусского фронта, в составе которого находилась и 83-я гвардейская стрелковая дивизия, начали наступлении с целью освобождения Белоруссии. 28 июня 1944 года в бою за Крупки в 35 км юго-западнее Толочина гвардии старший сержант Рагимов точным огнём уничтожил три пулемётные точки противника и до 10 гитлеровцев. Действия миномётного расчта Рагимова способствовали успешному форсированию частями реки Бобр. Приказом № 025/н по 83-й гвардейской стрелковой дивизии от 3 августа 1944 года Рагим Рагимов был награждён вторым орденом Славы 3-й степени. 25 января 1945 года в бою за населённый пункт Биберствальден Рагимов, ведя огонь из 82-мм миномёта, уничтожил станковый пулемёт противника и подбил штабную машину противника. 27 января, поддерживая огнём наступление стрелковой роты Рагимов вновь уничтожил станковый пулемёт и шестерых гитлеровцев. Действие миномётного расчёта Рагимова обеспечили продвижение вперёд и успешное выполнение стрелками поставленной боевой задачи. За умелое руководство действиями расчёта и личное мужество командир миномётного расчёта Рагимов был награждён орденом Красной Звезды. Рагимов был также отмечен нагрудным знаком «Отличный миномётчик». В ходе штурма Кёнингсберга расчёт 1-й миномётной роты под командованием Рагимова умело поддерживал наступающие стрелковые подразделения. 8 апреля 1945 года части 83-й гвардейской стрелковой дивизии с боем продвигались к реке Преголя. В это время Рагимов лично корректируя миномёта, уничтожил вражескую огневую точку, обеспечив переправу с наименьшими потерями. За умелое ведение огня и личное мужество, проявленные в ходе штурма Кёнингсберга, Рагим Рагимов был награждён орденом Славы 2-й степени. После взятия Кёнигсберга и ликвидации группировки немцев на Земландском полуострове часть разбитых соединений врага, не желая капитулировать переправились на косу Фриш-Нерунг. 25 апреля 1945 года из частей 83-й гвардейской стрелковой дивизии был сформирован Западный сводный десантный отряд в составе 600 человек для высадки на Фриш-Нерунг с запада. В составе 3-го батальона отряда вошёл и миномётный расчёт Рагимова. В ходе операции гвардейцы захватили плацдарм и заставили врага отступить, но вскоре им пришлось отбивать непрерывные атаки отступающих колонн немецких войск. Десант был отрезан от берега и расчленён на отдельные группы. В этих боях Рагимов уничтожил более 35 гитлеровцев. К 10 часам 26 апреля гвардейцы соединились с частями Восточного десантного отряда и полностью перерезали косу, закрыв врагам путь к отступлению. За успешное выполнение боевой задачи по уничтожению вражеской группировки на косе Фриш-Нерунг и проявленные при этом мужество и героизм он был награждён орденом Красного Знамени. Как порой случалось во время войны, в отношении Рагимова был нарушен порядок награждения орденом Славы. Согласно статуту награждение орденом осуществляется последовательно от низшей степени к высшей. В данном случае было награждение орденом одной и той же 3-й степени. Этот факт послужил причиной перенаграждения Рагима Рагимова 7 мая 1974 года орденом Славы 1-й степени.